# René Bouscatel
Pour les articles homonymes, voir Bouscatel.
René Bouscatel, également appelé Jean-René Bouscatel, né le 16 avril 1946 à Toulouse, est un avocat, homme politique et dirigeant de rugby à XV français. Il est président du Stade toulousain de 1992 à 2017 et président de la Ligue nationale de rugby de 2021 à 2025.

## Biographie

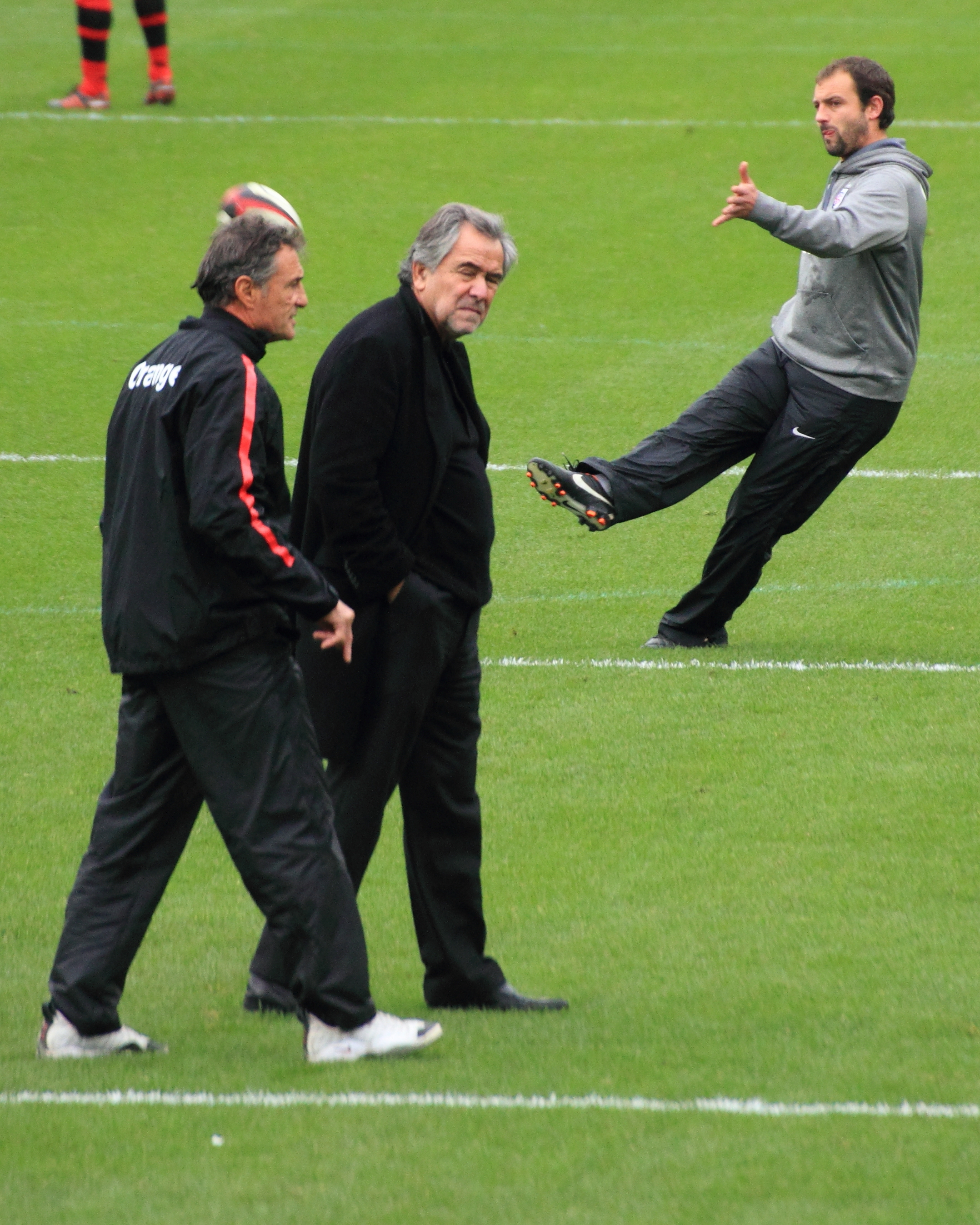
René Bouscatel et Guy Novès, manager du Stade toulousain de 1993 à 2015, ici en 2012.

Né en 1946 d'une famille de cinq enfants, il est le fils d'un père ouvrier et d'une mère au foyer. Il est joueur de rugby à XV du Stade toulousain, capitaine de l’équipe junior en 1967, exerçant la profession d'avocat. Il entre à la direction du club en 1987. Il devient le président effectif en octobre 1992. Il réussit alors le tour de force de rééquilibrer la situation financière en l’espace de ses deux premières années de direction.
Il appartient au comité directeur de l'association des Amis du Stade, propriétaire du stade Ernest-Wallon, et préside la structure professionnelle du Stade toulousain.
En 2001, il devient adjoint au maire de Toulouse Philippe Douste-Blazy, chargé de la culture, et puis du nouveau maire Jean-Luc Moudenc (2004-2008), alors responsable de l'urbanisme. En décembre 2010, il lance le groupe « Toulouse Métropole », à la suite d'une scission d'avec le groupe d’opposition municipale « Toulouse pour tous » de Jean-Luc Moudenc. Il reste au conseil municipal de Toulouse jusqu'en 2014.
En 2002, il passe du statut de dirigeant bénévole à président du directoire rémunéré par la SASP (Société Anonyme Sportive Professionnelle). La présidence du directoire étant incompatible avec sa profession d'avocat, René Bouscatel n'est alors plus inscrit au barreau de Toulouse mais il reste associé majoritaire de son cabinet.
Il appartient au comité directeur de la Ligue nationale de rugby (LNR) de 1997 à décembre 2013. En décembre 2013, Jean-René Bouscatel démissionne du comité directeur de la LNR, cette décision fait suite à la validation de la convention FFR/Ligue nationale de rugby par l'assemblée générale alors qu'il était opposé à cette convention,. En 2017, à la suite du conflit entre la LNR et la fédération française de rugby (FFR), il est désigné par la LNR dans la commission de rapprochement et de dialogue avec la FFR qui a pour objectif de trouver une sortie de crise. Il est accompagné par cinq autres présidents : Mourad Boudjellal (Toulon), Éric de Cromières (Clermont), Vincent Merling (La Rochelle), Pierre-Yves Revol (Castres) et Alain Tingaud (Agen). En juin, la FFR et la LNR trouvent un accord sur la mise à disposition des internationaux pour la saison suivante, une question qui empoisonnait leurs relations depuis plusieurs mois.
Il quitte la présidence du Stade toulousain le 1er juillet 2017, remplacé par Didier Lacroix. Le 2 juillet 2019, il réintègre le comité directeur de la Ligue nationale de rugby en qualité de personnalité qualifiée élue par les clubs professionnels,.
En juin 2020, il porte un projet de reprise de l'AS Béziers Hérault, pensionnaire de Pro D2, puis est nommé président du club par Pierre-Louis Angelotti, principal partenaire financier du projet. Quelques jours plus tard, Pierre-Louis Angelotti renonce finalement à la reprise du club pour laisser la place à l'autre candidat à la reprise, des investisseurs émiriens représentés par Christophe Dominici.
Le 17 février 2021, il annonce officiellement sa candidature pour la présidence de la Ligue nationale de rugby, dont l'élection est prévue le 23 mars. Son adversaire, Vincent Merling, ne parvient à être élu au sein du comité directeur, René Bouscatel est alors élu président avec 100 % des voix du comité directeur. Candidat pour un mandat supplémentaire en 2025, Yann Roubert, président du LOU rugby, lui est préféré par les clubs professionnels. René Bouscatel se désiste finalement de la course à la présidence mais reste membre du comité directeur.

## Décorations
- Chevalier de la Légion d'honneur (décret du 11 avril 2001)[18]